# Júlia Barroso
Maria Júlia Conde Barroso Xara-Brasil, mais conhecida como Júlia Barroso (Lagos, Santa Maria, 11 de Agosto de 1930 — Lisboa, Lapa, 23 de Dezembro de 1996), foi uma atriz, cantora e professora portuguesa.

## Biografia

### Nascimento e formação
Júlia Barroso nasceu no dia 11 de Agosto de 1930 na Travessa da Coroa, na antiga freguesia de Santa Maria, do concelho de Lagos, sendo filha de Helena da Conceição Conde Barroso e de Joaquim Cabedo Barroso. Era neta de José da Conceição Conde.
Júlia Barroso recebeu a educação primária e frequentou a Escola Industrial de Lagos.

### Carreira artística
Desde muito nova que se revelou a sua aptidão para o canto, tendo-se manifestado em público, aos quatro anos, num casamento, e, quando tinha onze anos, cantou numa festa teatral do Clube Artístico Lacobrigense, por exortação do encenador Sebastião Murtinheira. Mudou-se para Lisboa aos quinze anos de idade, junto com os pais e os irmãos.
Por incentivo da sua família, especialmente o seu irmão, entrou no Centro de Preparação de Artistas da Rádio, tendo sido escolhida em todas as provas, tornando-se numa artista da Emissora Nacional em 1948. Nesta altura, não cantava só em estúdios, participando nos Serões dos Trabalhadores, espectáculos produzidos em Lisboa e em cidades de província. Foi num destes eventos, realizado em Setúbal, que foi convidada por Eugénio Salvador para entrar na revista Ela aí Está. A peça foi estreada no dia 9 de Dezembro de 1949, tendo a participação de Júlia Barroso sido muito bem recebida, especialmente a interpretação da canção "Adeus".
Em 1950, num concurso radiofónico organizado pela revista Flama, Júlia Barroso classifica-se em segundo lugar na categoria de melhor artista, atrás de Amália Rodrigues. No ano seguinte, numa iniciativa também da revista Flama, é eleita como a primeira Rainha da Rádio Portuguesa, tendo a cerimónia de coroação tido lugar no Pavilhão dos Desportos, em 16 de Junho. Naquela qualidade, deslocou-se a Paris e a Londres, tendo sido entrevistada, na capital francesa, pela divisão portuguesa da Rádio Française; canta igualmente na televisão, e participa na Kermesse aux Etolles, onde interpreta a canção "Descendous aux Etoiles", que tinha sido escrita para este evento. Em Londres, cumpre num vasto programa cultural, que incluiu a sua entrevista pela BBC.
Realiza vários espectáculos em Lisboa e na província, que foram recebidas pelo público, e continua a cantar na rádio.  Rejeitou os convites para se deslocar aos Estados Unidos da América e a Brasil, mas faz uma digressão em Angola. Na Emissora Nacional, participava no programa Fados por Júlia Barroso. Em 1954, voltou ao teatro, na revista Mãos ao Ar, no Teatro Apolo.
Celebrizou-se igualmente pela sua carreira no cinema, tendo participado, entre 1950 e 1951 nas filmagens da longa metragem O Comissário de Polícia, realizada por Constantino Esteves, e que se estreou em 1953. Ainda em 1951, Júlia Barroso filma o documentário Canção de Embalar, realizado por Silva Brandão. Também cantou no filme A Garça e a Serpente, de Artur Duarte, que estreou em 1952, e colaborou no documentário Mar Português, de João Mendes.
Vários artistas conceituados da época redigiram as letras para as suas canções, destacando-se os nomes de Sebastião Murtinheira, Jerónimo Bragança, e Hernâni Correia. Júlia Barroso também escreveu algumas das letras. Interpretou, igualmente, várias das músicas de compositores famosos, como Raul Ferrão, Anatólio Falé ou Tavares Belo. Gravou, ainda, vários discos, que amontam a cerca de quarenta canções.
Após comunicar as suas intenções de abandonar a carreira artística em várias entrevistas, foi organizada uma cerimónia de despedida, ocorrida no Cinema Império de Lisboa, no dia 15 de Abril de 1958.

### Casamento e carreira pedagógica

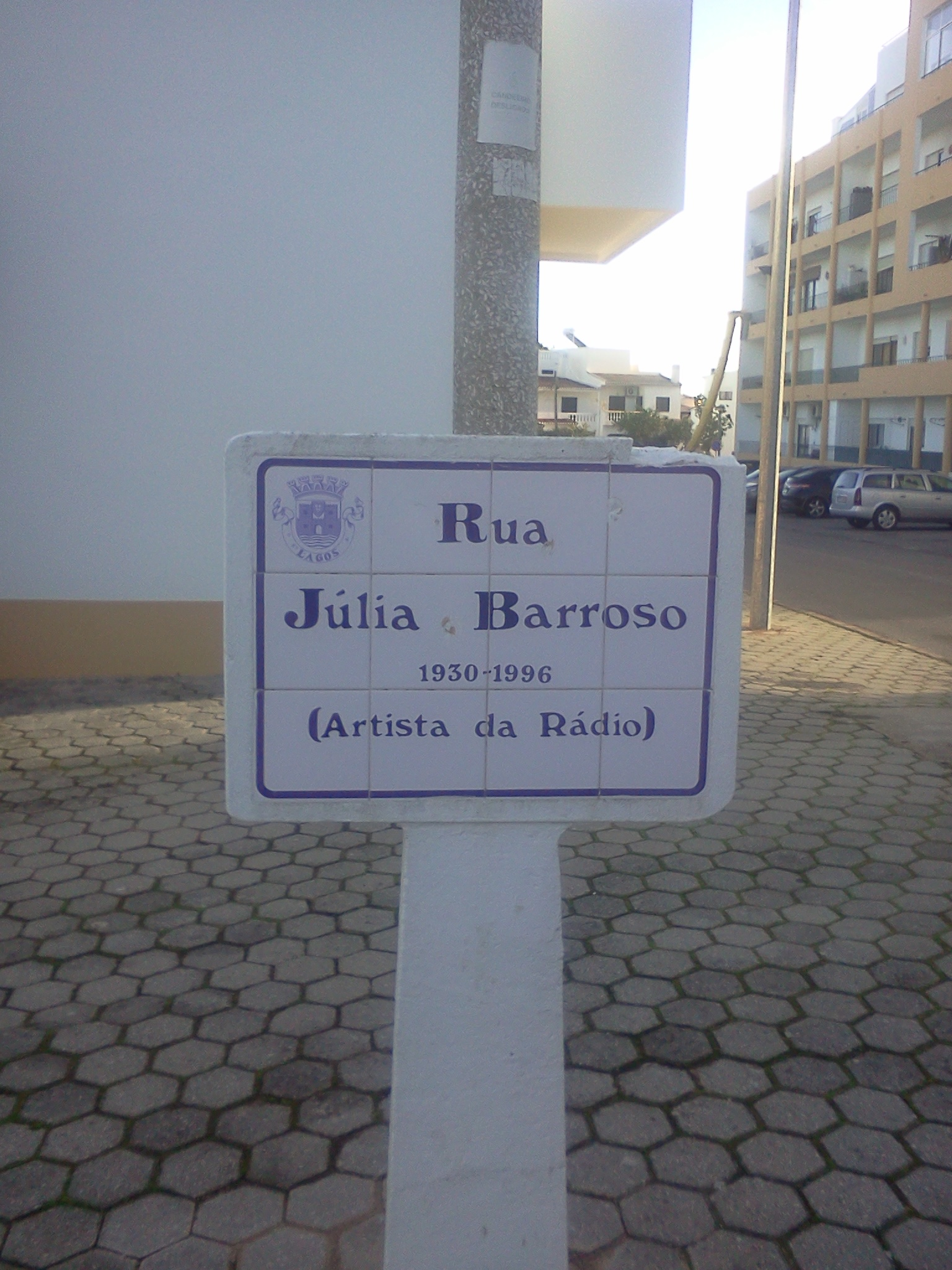
Placa toponímica da Rua Júlia Barroso, na cidade de Lagos.

Casou-se na Igreja de São Sebastião da Pedreira, em 19 de Abril de 1958, com o médico João José Pinho Xara-Brasil (Lisboa, São Sebastião da Pedreira, 7 de Agosto de 1930), com o qual teve seis filhos e filhas. Empregou-se posteriormente como professora do Ensino de Educação Doméstica na Escola Secundária do Cacém, e ensinou a disciplina de Trabalhos Manuais na Escola Preparatória Manuel da Maia, em Lisboa.

### Falecimento
Júlia Barroso morreu com 66 anos, após doença prolongada, no dia 23 de Dezembro de 1996, em Lisboa. Foi enterrada três dias depois, no Cemitério de Benfica.

## Discografia

### Compilações
- 1992 - O Melhor de Júlia Barroso (CD, EMI-Valentim de Carvalho)[2]
- 1995 - O Melhor dos Melhores n.º 56 (CD, Movieplay)[3]

## Homenagens
O nome de Júlia Barroso foi colocado numa rua da cidade de Lagos.